# Ленті
Ленті (угор. Lenti) — місто в південно-західній Угорщині, розташоване в західній частині Угорщини і медьє Зала. Населення Ленті за даними на 2001 рік — 8960 чоловік. Курорт.

## Географія і транспорт

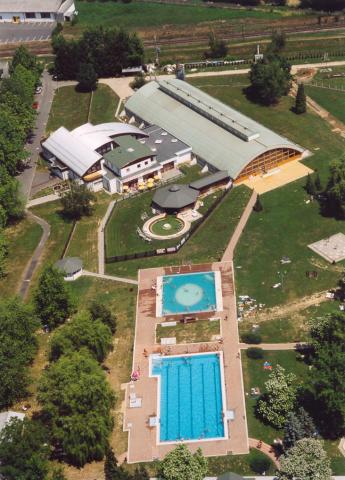
Купальні і басейн з термальною водою

Ленті знаходиться за 10 кілометрів від кордону з Словенією (на захід від міста). На південь від міста також проходить кордон з Хорватією (25 км), а на північний захід — з Австрією (35 км). Столиця медьє — Залаеґерсеґ розташована за 30 кілометрів на північний-схід. Через Ленті проходить шосе Кестхей — Ленті — Редич і залізнична гілка з Залаеґерсеґу. Через місто протікає невелика річка Керка, притока Мури.

## Історія
Вперше Ленті згадується в 1237 році. Спочатку місто було відоме під ім'ям Németi, що вказує на присутність німецьких колоністів. В середні віки в місті був побудований укріплений замок, який захищали ставки і болотиста Керка. В XVIII столітті після закінчення турецької окупації поступово втрачав своє значення. В 1970 році були відкриті термальні джерела, вісьмома роками пізніше побудовані купальні, що викликало деяке пожвавлення економіки міста за рахунок припливу туристів.

## Пам'ятки
- Купальні — побудовані на джерелах гарячої мінеральної води. Поруч розташований басейн просто неба з термальною водою.
- Католицька церква — побудована в кінці XVII століття.

## Міста-побратими
- Лендава
- Бад-Радкерсбург